# 曼苏尔·亚瓦什
曼苏尔·亚瓦什（土耳其語：Mansur Yavaş，土耳其語發音：[manˈsuɾ jaˈvaʃ]，1955年5月23日—）是一名土耳其律師和政治人物，自2019年4月起擔任安卡拉市長。他在2019年的地方選舉中作為民族聯盟的候選人當選，民族聯盟是由共和人民黨（CHP）和好黨組成的反對派聯盟。
亞瓦什是一名律師，最初作為一名民族主義政治家進入政界。在1999年地方選舉中，他是民族主義行動黨（MHP）在安卡拉貝伊帕扎勒的市長。他一直任職到2009年，並於2013年離開民族主義行動黨。同年他加入CHP，並在2014年地方選舉中成為CHP的安卡拉市長候選人，官方結果稱他以1個百分點的優勢落敗。這次選舉引起了爭議，由於涉嫌欺詐和違規，甚至被提交給歐洲人權法院。儘管短暫離開CHP，亞瓦什在2019年地方選舉前重返政壇，再次作為CHP的候選人參選，這次他得到好黨（與CHP一起組成民族聯盟）的支持。他以50.9%的選票當選。
亞瓦什因處理安卡拉的COVID-19疫情而受到讚揚，他宣布將繼續支付市政工人的工資，儘管餐館和咖啡館關閉，但街頭的貓和狗將繼續得到餵養。他還被認為通過消除被視為「浪費」的開支，大大減少了該市的預算赤字。
根據Piar Araştırma的數據，亞瓦什在2020年的滿意度為73.2%，高於伊斯坦堡市長埃克雷姆·伊馬姆奥盧或總統雷傑普·塔伊普·艾爾多安，也是受訪市長中最高的。亞瓦什目前還擁有土耳其政治人物中最高的支持率，為61%。根據民意調查，他是在2023年土耳其總統選舉中與艾爾多安競爭的最有力的候選人，在第二輪選舉中的領先優勢高達28%；憑藉這一領先優勢，他擊敗艾爾多安的機會與另一位可能的聯合反對派候選人伊斯坦堡市長伊馬姆奧盧相當。
亞瓦什榮獲2021年世界市長之都獎。

## 外部連結
- 官方網站 （页面存档备份，存于）